# Cantó de Bordeus-1

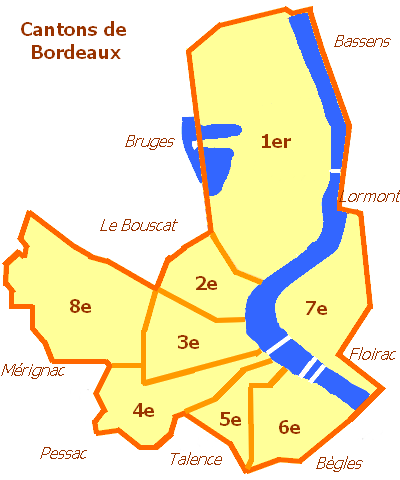
Els 8 cantons de Bordeus

El cantó de Bordeus-1 és un cantó francès del departament de la Gironda, situat al districte de Bordeus. Comprèn la part septentrional del municipi de Bordeus (els quartiers Le Lac i Bacalan).

## Història
| Data d'elecció                           | Identitat       | Partit           | Qualitat |
| ---------------------------------------- | --------------- | ---------------- | -------- |
| 1945-1951                                | Jean Costedoat  | SFIO             |          |
| 1951-1964                                | Arthur Richards | UNR              |          |
| 1964-1973                                | André Treuillé  | SFIO, després PS |          |
| 1973-1993                                | Marc Boeuf      | PS               |          |
| 1993-1999                                | Ghyslaine Boeuf | PS               |          |
| 1999-                                    | Philippe Dorthe | PS               |          |
| les dades anteriors no són pas conegudes |                 |                  |          |
|                                          |                 |                  |          |

## Demografia
| 1962 | 1968 | 1975 | 1982 | 1990 | 1999 | 2006   |
| ---- | ---- | ---- | ---- | ---- | ---- | ------ |
| -    | -    | -    | -    | -    | -    | 27.289 |